# 暖气

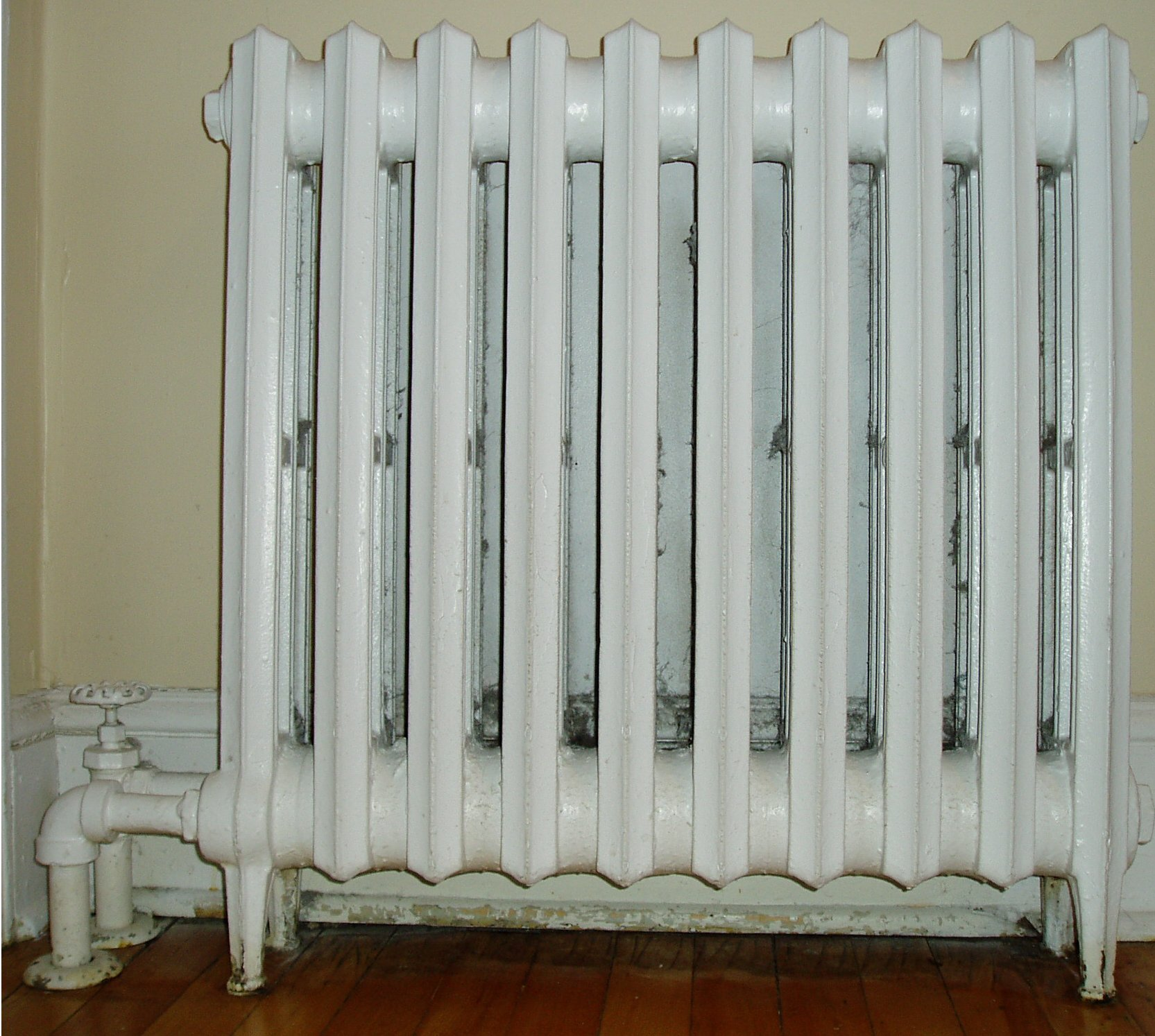
房間内的暖氣片

暖气狭义上是指一种集中供暖设施。它由管道（即暖气管）将建築內锅炉产生的蒸汽或热水输送到房间或车体内的散热器（即暖气片），散出热量，使室温增高，然后流回锅炉重新加热、循环。如果是集中供暖，根据规则，供暖用水和暖气管道里的水必须使用干净的自来水，以利于民众健康。
以往城市集中供暖的好处较为明显，由製熱工廠直接輸送各個小區，供暖效果好，资源利用率高，平均成本可以壓低。缺点主要有：城市住民没有选择权，也无法调节温度高低，使用時間等；由于实际供暖末端管路铺设形式不一，不同街區、甚至不同楼层的住户的供暖效果可能会有较大差别，但是收费却相同；部分住户欠费，但暖气却照常使用，有欠公平之嫌（针对此点，个别地区已经开始将管网设施改造为每户一阀，拒绝为欠费住户供暖，但成本較高）。此外，暖气也会对北方的空气品质造成影响。
中国秦岭-淮河以北的城市，在仿照苏联的1950年代几乎都建有全城规模的暖气管道网络，从而大面积提供暖气，秦岭-淮河以南的城市则没有。北方的城市由政府或政府指定的公司运营，在冬季提供集中供暖服务。服务水平、收费标准和供暖起止日期，在各地各有不同。在没有全城规模的暖气网络城市，2008年中国雪灾期間沒有想到未來會發生氣候變化，但隨著經濟市場化提高物質生活，有时其他地方会存在较小规模（如一个住宅小区内、一个校园内、一个厂区内）的暖气，铺设类似欧式分散供暖网络在沒有城市供暖的地區也逐渐风行，尤其新一代暖通空調技術（HVAC）的發展，不但同時在南方地區炎熱的夏季中具備冷氣的機能達到一石二鳥之效，未來的智能系統也讓靈活分散式、節能低成本、隨意可調節的製冷製熱成為了可能。

## 广义的“暖气”
经常也将利用其它原理取暖的现代化设备，统称为暖气设备。如：
- 空调及熱泵吹热风时可称为暖气（相对于冷气）。
- 交通工具如火车、地铁、公交车、飞机上的供暖设备，通常为空调或加热器。
- 采用暖气片外观的家用取暖设备，如电暖气片（电暖器的一种）。

下列暖气设备，通常写作暖器：
- 非暖气片外观（如风扇状、暖炉状等）的其他家用取暖设备，根据使用能源一般称作电暖器、天然气暖器等。

下列取暖设施，一般不称作暖气设备，如：
- 使用明火的开放式取暖设施，如壁炉、煤炉、炭火盆等。
- 中国东北和华北农村地区常见的炕。
- 电热毯、暖水袋等局部用取暖物品。
- 地暖等整体取暖设备。